# Kleiner Halken 3 (Aschersleben)

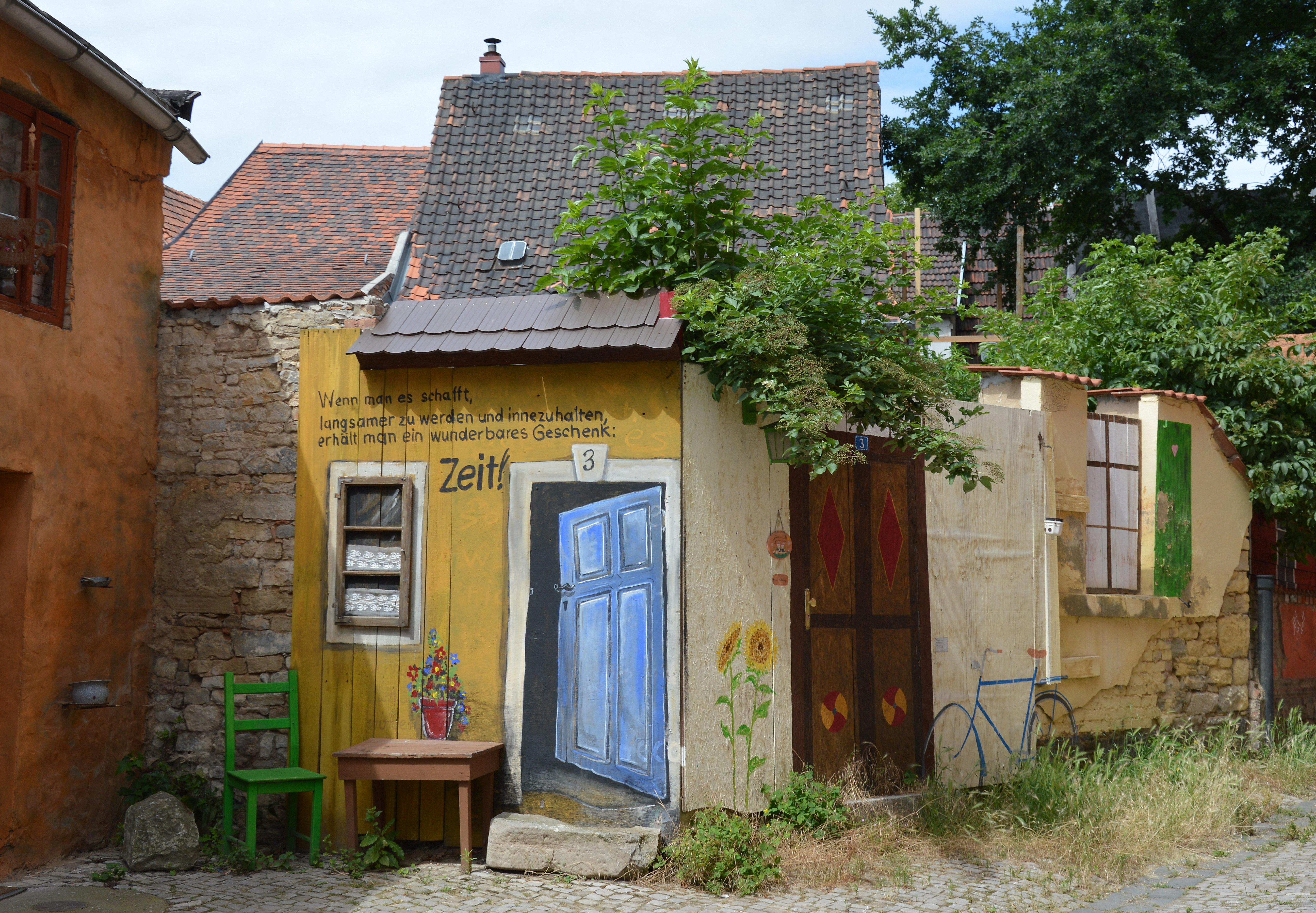
Kleiner Halken 3

Der Kleine Halken 3 war ein denkmalgeschütztes Wohnhaus in Aschersleben in Sachsen-Anhalt.

## Lage
Es befand sich im südlichen Teil der Aschersleber Innenstadt, südlich der Sankt-Stephani-Kirche, auf der Südseite der als Denkmalbereich ausgewiesenen schmalen Gasse Kleiner Halken. Westlich grenzte das ursprünglich gleichfalls als Baudenkmal ausgewiesene Grundstück Kleiner Halken 2 an. Östlich springt die Bauflucht des Kleinen Halken zum dort angrenzenden Gebäude Kleiner Halken 4 deutlich zurück, wodurch für das Haus Kleiner Halken 3 eine städtebaulich besonders markante Lage entstand.

## Geschichte und Architektur
Das ehemalige zweigeschossige Wohnhaus entstand im 17./18. Jahrhundert. Der schlichte Bau war in einer für den Ort typischen Bauform errichtet worden. Der Sockel des Hauses ist in massiver Bauweise erstellt, während das teilweise schräg zum Untergeschoss verlaufende Obergeschoss in Fachwerkbauweise gebaut worden war.
Anfang des 21. Jahrhunderts wurde das Haus nach längerem Leerstand und Verfall der Bausubstanz in großen Teilen abgerissen. Erhalten blieben insbesondere untere Teile der straßenseitigen Hauswand.
Im örtlichen Denkmalverzeichnis ist das Wohnhaus unter der Erfassungsnummer 094 80503 als Baudenkmal verzeichnet. Nach dem weitgehenden Abriss des Gebäudes wurde es dann im Jahr 2017 aus dem Denkmalverzeichnis gelöscht.